# 16号科罗拉多州州道
16号科罗拉多州州道（英語：Colorado State Highway 16，SH-16）是美国科罗拉多州的一条东西走向的州级公路，全长3.118英里（5.018），全线位于厄爾巴索縣县治科罗拉多斯普林斯以南的喷泉，从西到东依次连接了25號州際公路（I-25）、87号美国国道（US-87）和21号科罗拉多州州道（SH-21）。